# Citroën Technospace
Citroën Technospace ― концепт-кар, розроблений французьким автовиробником Citroën і анонсований на Женевському автосалоні 2013 року.

## Опис

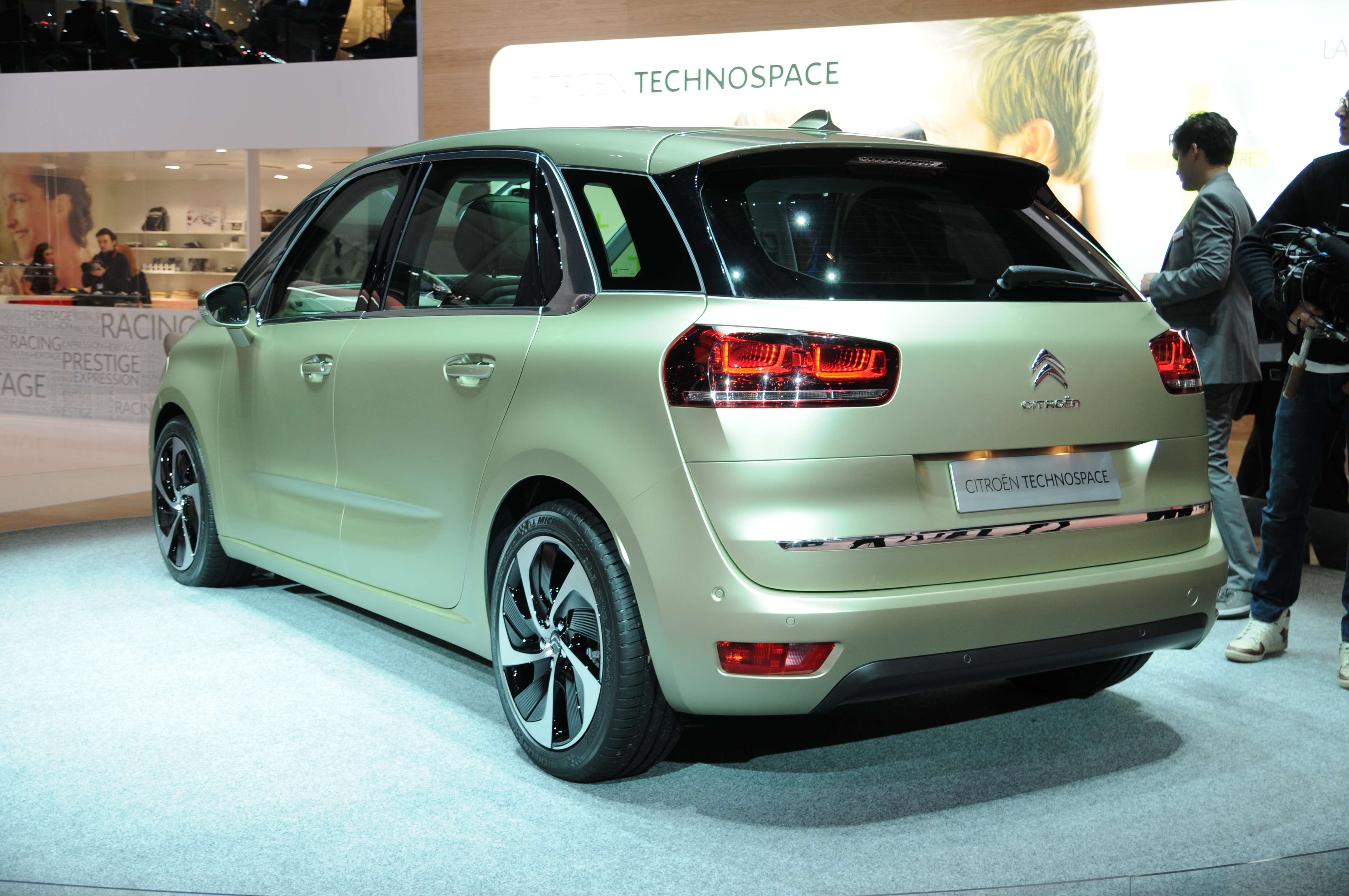

Він є основою другого покоління Citroën C4 Picasso, і є першою моделлю, яка використовує модульну платформу «Efficient Modular Platform 2» (EMP2)